# Chris Arreola
Chris Arreola (Los Angeles, 5 de março de 1981) é um pugilista norte-americano.
Em 27 de setembro de 2009, após 27 vitórias na carreira, Arreola teve sua primeira derrota contra o campeão peso pesado do Conselho Mundial de Boxe, Vitali Klitschko.